# Cotundo

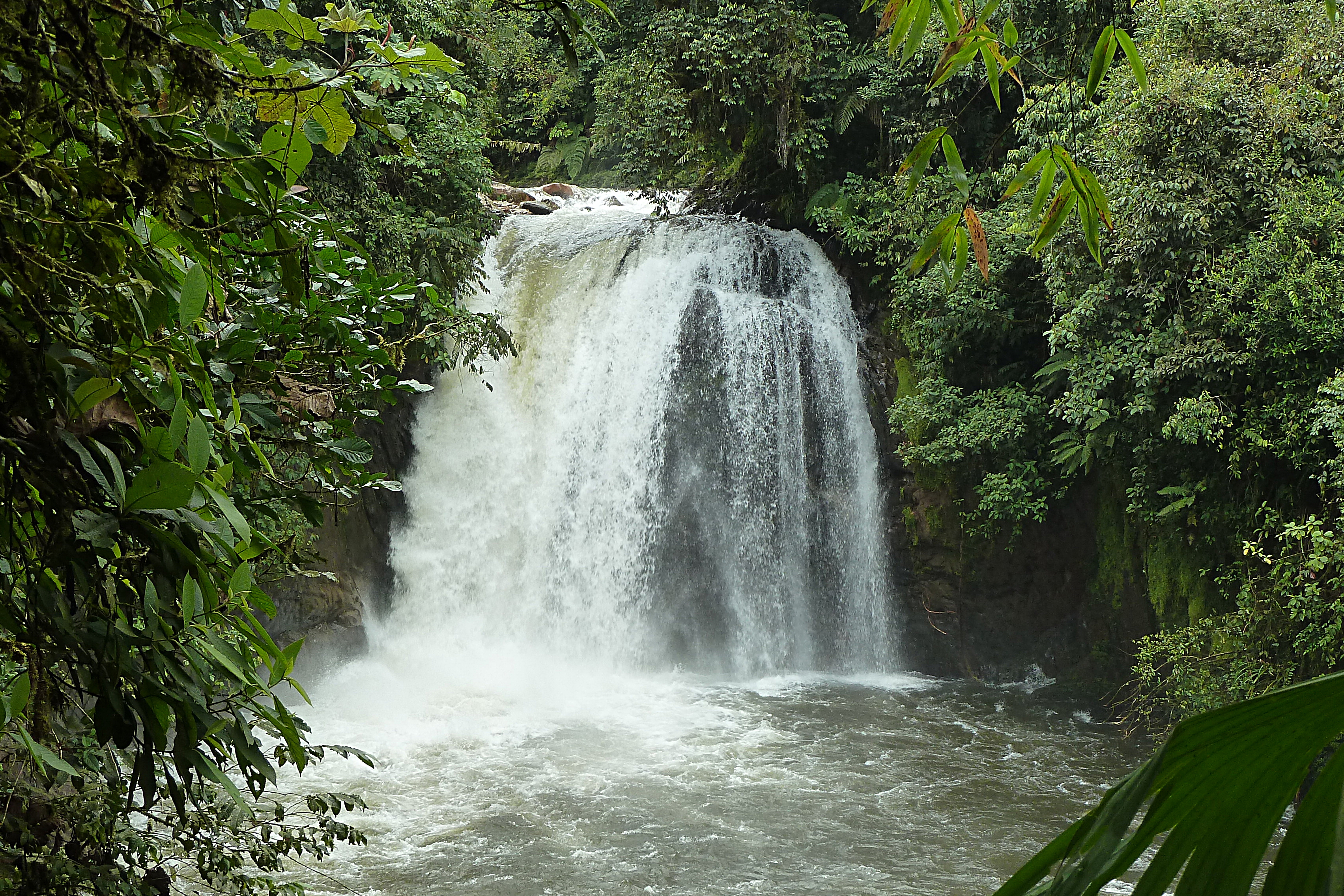
Wasserfall am Río Hollín Chico

Cotundo ist eine Ortschaft und eine Parroquia rural („ländliches Kirchspiel“) im Kanton Archidona der ecuadorianischen Provinz Napo. Verwaltungssitz ist die Ortschaft Cotundo. Die Parroquia Cotundo wurde am 1. Februar 1967 gegründet. Am 13. Juni 2012 wurde der Nordosten der Parroquia herausgelöst und bildet seither die Parroquia Hatun Sumaku. Die Parroquia hat seitdem eine Fläche von 1526,06 km². Beim Zensus 2010 lebten auf dem Gebiet (abzüglich Hatun Sumaku) 5784 Menschen.  

## Lage
Die Parroquia Cotundo liegt in der vorandinen Region am Westrand des Amazonastieflands. Die 730 m hoch gelegene Ortschaft Cotundo befindet sich 7,5 km nördlich des Kantonshauptortes Archidona am Linksufer des Río Misahuallí. Die Fernstraße E45 (Tena–Nueva Loja) führt in Süd-Nord-Richtung durch das Gebiet. Die E20 (Quito–Puerto Francisco de Orellana) zweigt bei Narupa nach Osten ab. Im Südwesten verläuft die Verwaltungsgrenze entlang dem Río Antisana, ein rechter Nebenfluss des Río Verdeyacu. Im äußersten Nordwesten reicht die Parroquia bis zum Gipfel des 5758 m hohen Vulkans Antisana. Das Gebiet wird fast vollständig über die Flüsse Río Verdeyacu, Río Misahuallí und Río Hollín nach Süden entwässert. Lediglich der äußerste Osten wird über den Río Pucuno, ein rechter Nebenfluss des Río Huataracu, nach Osten entwässert. Im äußersten Nordwesten unterhalb des Antisana befindet sich der Stausee Laguna de Micacocha. Im östlichen Norden reicht das Verwaltungsgebiet bis an die westliche Flanke des Vulkans Sumaco heran.
Die Parroquia Cotundo grenzt im Norden an den Kanton Quijos, im Nordosten an die Parroquia Hatun Sumaco, im äußersten Südosten an die Parroquia Puerto Misahuallí (Kanton Tena), im östlichen Süden an die Parroquia San Pablo de Ushpayacu sowie im zentralen Süden, im Südwesten und im Westen an das Verwaltungsgebiet der Parroquia Archidona.

## Ökologie
Der Nordwesten und der Westen der Parroquia liegen innerhalb des Nationalparks Antisana, der Nordosten innerhalb des Nationalparks Sumaco Napo-Galeras.